# Сталь фон Гольштейн, Матильда
Кристина Матильда Сталь фон Гольштейн (швед. Christina Mathilda Staël von Holstein; 30 мая 1876, Кристианстад — 2 ноября 1953, Энгельбрект) — шведский адвокат. Она стала второй женщиной в стране, которая стала адвокатом (первой была Эва Анден). Сталь фон Гольштейн была известна как феминистка на протяжении всей своей взрослой жизни.

## Биография
Матильда Сталь фон Гольштейн родилась в шведском городе Кристианстад в семье полковника Аксель Сталя фон Гольштейна, принадлежавшего к старинному вестфальскому роду, и Сесилии Норденфельдт. Детство Матильды прошло в Вермланде. Она рано осиротела и взяла на себя ответственность за 11 своих братьев и сестёр, так никогда и не выйдя замуж.
Сталь фон Гольштейн работала корреспондентом в юридической фирме, а затем ассистентом и бухгалтером в Стокгольмском городском совете здравоохранения. В 1918 году она стала кандидатом юридических наук в Стокгольме. Она также была членом Ассоциации Фредрики Бремер, старейшей женской правозащитной организации Швеции, и председателем Стокгольмской женской ассоциации. С 1919 по 1923 год Сталь фон Гольштейн была партнёром в юридической фирме Эвы Анден. В качестве адвоката она занималась главным образом семейным правом и имущественными вопросами.
Одной из самых больших проблем для женщин, стремившихся занять государственную должность в её время, заключалась в том, что закон определял претендента на такую работу как «шведского мужчину». В 1919 году Министерство юстиции создало комитет для изучения и устранения этого барьера из закона путём изменения Конституции. Председателем этого комитета была Эмилия Бруме, первая женщина, возглавившая правительственный комитет. Сталь фон Гольштейн также входило в него, результатом работы которого стал Закон о правах 1923 года.
Матильда Сталь фон Гольштейн умерла 2 ноября 1953 года в окрестностях Стокгольма.